# Diatraea brunnescens
Diatraea brunnescens là một loài bướm đêm trong họ Crambidae.